# Claire Emslie
Claire Emslie est une footballeuse internationale écossaise, née le 8 mars 1994 à Édimbourg en Écosse. Elle évolue au poste d'attaquante. Elle joue actuellement au club d'Angel City FC.

## Carrière

### En club
Claire Emslie commence sa carrière senior en 2011 à Édimbourg avec l'équipe d'Hibernian.
Le 24 avril, Elle fait ses débuts en Scottish Women's Premier League (le championnat d'Écosse) contre Falkirk.
Entre 2012 et 2016, elle étudie la physiologie à l'université Florida Atlantic. Au cours de son séjour aux États-Unis, elle joue pour le Owls de Florida Atlantic.
Le 16 juin 2016, Claire Emslie rejoint l'Angleterre pour signer à Bristol City en FA Women's Championship. (la deuxième division anglaise).
Elle marque dix buts en douze matches de championnat, à la fin de sa première saison, Bristol City est promu en Women's Super League (le championnat de première division anglaise). Claire Emslie signe un nouveau contrat avec Bristol en février 2017.
Le 1er juillet 2017, Claire Emslie rejoint Manchester City.
Le 30 mai 2019, Claire Emslie rejoint officiellement le club d'Orlando Pride dans la NWSL.
Elle est prêtée le 4 novembre 2019, à l'issue de la saison de NWSL, à Melbourne City, club de W-League pour la saison 2019-2020.

### En sélection
En juin 2013, Claire Emslie est sélectionnée pour la première fois en équipe nationale écossaise lors d'un match amical contre l'Islande. (victoire 3 à 2).
Claire Emslie apparaît sur la liste des joueuses sélectionnées pour participer à la Coupe du monde 2019 organisée en France.
Claire Emslie dispute trois rencontres de la Coupe du monde 2019, dont deux comme titulaire.
Le 9 juin 2019, lors du premier match elle inscrit un but historique contre l'Angleterre (défaite 2 à 1). C'est en effet le premier but de l'équipe d'Écosse féminine lors d'une phase finale de coupe du monde.

## Palmarès[11]
- Hibernian
  - Vainqueur de la Coupe de la Ligue écossaise en 2011
  - Finaliste de la Coupe d'Écosse en 2011

- Bristol City
  - Vice-championne d'Angleterre de D2 en 2016

- Manchester City
  - Vainqueur de la Coupe d'Angleterre en 2019
  - Vainqueur de la Coupe de la Ligue en 2019
  - Vice-championne d'Angleterre en 2018 et 2019